# Trinidad Lismore Universidad Católica
Trinity Catholic College es una cooperativa de enseñanza secundaria-universidad subvencionada por la iglesia católica australiana, situada en al lado de la franja norte de Lismore, Nueva Gales del Sur, Australia.

## Historia
Colegio Santa María de las niñas fue fundada por las hermanas de presentación en 1886, como un internado, y continuó su desarrollo cuando los hermanos maristas abrieron la escuela secundaria de San José para los niños en 1911. Las dos escuelas se fusionaron formalmente para constituir la «Trinidad católica Colegio Lismore» en 1985, con una ceremonia a fines de 1984 que sentó las banderas de la Santa María y las escuelas de San José para descansar, y marcó la fusión oficial de las dos escuelas en «Trinity Catholic College Lismore».

## Lema
El lema de la Trinidad es, en palabra y obra. Esto se basa en 1 Juan 3:18 del Nuevo Testamento: "Hijos míos, amémonos los unos a los otros, no de palabra ni de boca, sino con la verdad y la acción".

## Divisa
El triángulo es un símbolo de la vejez de la Santísima Trinidad - el Padre, Hijo y Espíritu Santo.  La cruz es un recordatorio de la naturaleza cristiana de la universidad, y es el símbolo de la vida de Jesús. La Santísima Trinidad es una creencia de algunas denominaciones cristianas, pero no todos, que el Padre, el Hijo y el Espíritu Santo a todos existen por separado, pero juntos, como un ser divino.

## Colores
Los colores de la universidad de azul y oro, escogidos por los estudiantes a preservar la tradición marista. El oro es el metal que nunca se empaña, es un símbolo de Dios y el amor. El azul es asociado con María, la madre de Dios, que ocupa un lugar especial en el colegio. El azul real del chaleco, camisetas y chaqueta también es un símbolo de la moral y las metas para la universidad.
- Datos: Q11704753